# Dabul

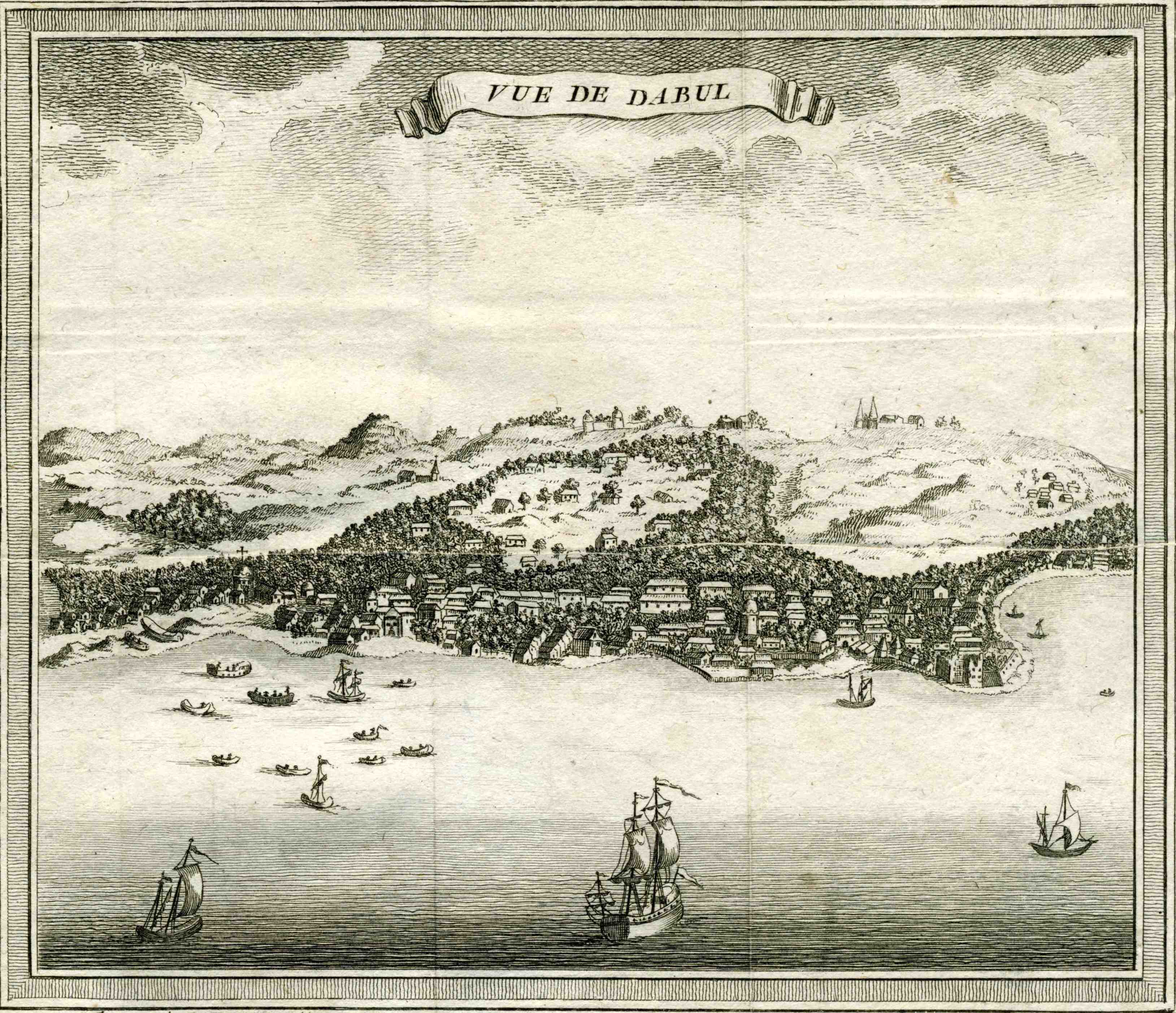
Dabul. In Prévost Histoire générale des voyages. 1750

Dabul (também conhecida como Dabhol) é uma pequena cidade portuária no distrito de Ratnagiri, no estado indiano de Maharashtra.

## Situação
Dabul (Dapoli T., 17 ° 35 'N, 73 ° 10' E, p. 5065), um pequeno porto, fica a duas milhas do mar, no sopé das colinas na margem norte do rio Anjanvel ou Vasishthi, 85 milhas a sudeste de Bombaim, por via marítima. 
A estação ferroviária mais próxima é Karad, 115 quilômetros a sudeste pela estrada. O site de Dabul, uma estreita faixa de terra entre o rio e muito altas e íngremes serras, é inadequado para uma grande cidade. Grandes ruínas, no entanto, parecem mostrar que Dabul foi em tempos muito antigos um lugar de importância. Um templo subterrâneo de Chandikadevi é dito ser da mesma época que os templos da  rocha-Badami (550-578 dC), MS Sr. Crawford. A história local bakhar assegura que, no século XI Dabul foi sede de um poderoso governante Jain, e uma pedra gravada foi encontrada  com a data de 1156. Se ela nunca foi tão populosa como é afirmado, os edifícios devem ter-se  edificado três ou quatro quilômetros rio acima.

## História
Dabul foi um dos lugares destruídos por Malik Kafur em 1312. De acordo com uma história persa, Dabul foi, em meados do século XIII, tomada por um certo Shah Nasir-ud-din ou Azam Khan, que chegou a Ratnagiri de além mar. O chefe hindu Nagojirav, atacando-os por terra e mar, tentou expulsar os estrangeiros. O ataque falhou, e  Dabul foi chamado Mustafabad do nome de um dos filhos de Azam Khan e outro bairro foi chamado Hamzabad, do nome de um segundo filho. Parece provável que esta história local está errada em suas datas, e que os governadores Musalman, a partir dos quais Dabhol e outros locais próximos foram nomeados, eram oficiais das cortes de Bahamani (1347-1500) e Bijapur (1500-1600). 
Cerca de cinquenta anos mais tarde (1357), é novamente descrito como o limite ocidental dos domínios Bahamani. No século XV, durante os tempos prósperos dos reis Bahamani, Dabul era o centro de um grande comércio. Em 1439 (864-H.), Yusuf Adil Khan, filho de Murad II, Sultão de Constantinopla, que veio a sêr o fundador da dinastia Bijapur Adil Shahi, descreve-a como possuindo as delícias do paraíso, [Pérsico Ferishta, II. 3; Scott, I. 209] e sob o nome de Mustafabad ou khizrabad, é mencionado como uma das grandes cidades do rei Bahamani, o sultão Mahmud II (1482-1518), onde, com amplos fundos, ele estabeleceu escolas para órfãos. Nos arredores de 1470, o viajante russo Atanásio Nikitin (1468-1474), encontrou uma grande cidade e um porto marítimo extensivo, à frente de um grande bairro, onde os cavalos erram trazidos de Mysore, da Arábia, Coração e Nighostan e encontrou nativos de todas as nações que vivem ao longo da costa da Índia e da Etiópia. Ele foi capturado em 1481, após a execução de Mahamud Gawan. Sobre a denúncia de Mahmud Begada (1459-1511), Sultão de Gujarat, cujos navios Bahadur tinha pilhado, Mahmud Bahamani atacou e matou este último (1494). Segundo os historiadores Gujarates,  Bahadur foi capturado vivo e sua cabeça cortada e enviada a Mahmud Begada.

## Chegada dos portugueses
Em 1498, cerca de dez anos após as novas dinastias Deccanesas ao poder, Dabul passou para as mãos da dinastia Shahi Adil de Bijapur. No início do século XVI duas causas enfraqueceram Dabul. Pela transferência do quartel-general do poder de Bedar para Bijapur, a linha direta do tráfego a partir da costa foi transferido para o sul de Dabul, e a sua posição, muito próxima da costa, favoreceu  os ataques dos Portugueses, inimigos dos reis de Bijapur. 
Varthema, em 1503,  fala da cidade como muito boa, cercada por muralhas à moda europeia, contendo um grande número de mercadores mouros e governada por um rei pagão, um grande observador da justiça. Em 1508, Dabul era uma "das cidades do litoral mais notável com um considerável comércio e prédios imponentes e magníficos, cingida com uma muralha, cercada por casas de campo, e fortificada por um castelo forte guarnecido por 6.000 homens dos quais 500 eram turcos (Faria e Sousa). João de Barros, menciona-o como um local de grande comércio, cheio de casas nobres, belos edifícios, templos soberbos e antigas mesquitas.  
Dom João de Castro (1538), diz que as defesas eram leves e a guarnição Muçulmana apenas forte de 4.000 homens. Antes de ser pilhado pelos Portugueses, Dabul foi, segundo ele, uma praça muito grande e nobre, o empório de toda a Índia, onde se aglomeravam persas, árabes e comerciantes de Cambaia. Contra a cidade, o Vice-Rei Português, o Almirante D. Francisco de Almeida, veio (Dezembro, 1508), com dezenove navios, transportando 1.300 soldados e fuzileiros navais Portugueses e 400 marinheiros Malabares, e ao abrigo de um ataque falso, desembarcou a alguma distância. A resistência foi vigorosa;. "Pilhas de mortos reforçaram a barreira das paliçadas da cidade. Mas os assaltantes continuaram, escalaram a muralha, e entraram na cidade, que saquearam, arrasando até o chão, e reduzindo a cinzas, dando a morte aos homens, mulheres e crianças.
Aqueles que escaparam "voltaram, e restauraram a cidade pelo que em poucos anos, era habitada como antes. Em 1514, era defendida por uma muralha e artilharia, e foi um local de grande comércio com muitos moradores, mouros e gentios, e comerciantes de Gujarate, e grandes frotas de navios mouros de Meca, Adem, e Ormuz, e de Cambaia, Diu e Malabar. Importava-se cobre, prata, vermelhão, e cavalos ; exportava-se  grandes quantidades de tecidos do país, trigo, e legumes. Em 1520, Ismail Adil Shah (1510-1534), ofereceu aos Portugueses uma aliança amigável se protegesse a importação de cavalos para Dabhol. Mas os portugueses parece que não concordaram e dois anos depois (1522) Dabul foi novamente saqueado. Recuperou-se rapidamente deste saque, e em 1540, era uma grande cidade com a maior afluência de comerciantes de todo o oceano Índico, repleta de gente de todas as partes do mundo.
Sete anos mais tarde tinha apenas 4.000 habitantes, dois fortes e alguns redutos. Nesse ano, foi destruída pelos portugueses que apoderaram-se da parte alta da cidade não longe do mar.
No ano seguinte (1548), um tratado foi feito entre Bijapur e os portugueses. Os portugueses prometiam enviar um feitor a Dabul para dar passaportes aos comerciantes e outros que quisessem ir para o mar e fazer o melhor para enriquecer Dabul. Durante alguns anos (1547-1554) os Portugueses parecem ter pago dois mil pardaos de ouro por ano para ter o privilégio da concessão de passaportes. Em 1554, os Portugueses recusaram-se a pagar o montante, e em 1555, e novamente em 1557, pilharam Dabul.
Em 1571 os Portugueses fizeram outro ataque a Dabul. Mas o governador, Khwaja Ali Shirazi, tendo ouvido falar das intenções deles, deixou-los por-se em terra e matou 150 deles. Em 1570, os historiadores Gujarates, falam de Dabul como de um dos portos europeus. Mas é duvidoso que os Portugueses tenham jamais realizado isso. Se o fizeram, mantiveram-se apenas por alguns anos, já que  no início do século XVII (1611), Middleton encontrou o governador, um tal Sidi, amigável, oferecendo presentes e livre comércio.

## Ingleses
Mesmo assim, Middleton ficou decepcionado. O povo "falava de" tecido fino, índigo e pimenta, mas nada encontrou, e tudo o que levaram foi tessidos grossos e barras de chumbo. Aproximadamente na mesma época (1611), o Capitão Harris fala da venda de ferro, marfim, e índigo, eo capitão Peyton (1615), percebe que os portugueses tinham aí uma fábrica, mas não importante (Harris, 155 I. ). A importância de Dabul como local de comércio pode ver-se no facto de um dos seus navios, o Mahmudi tinha 136 metros de comprimento, 41 grandes e 29 ½ de profundidade, e levava 1.200 toneladas encargos.  Em 1616, em consequência dum tratamento honroso de Middleton, o governador do Dabul oferecido o comércio livre aos ingleses, e como a posição deles em Surate era desconfortável, eles pensaram mudar-se para Dabul. 
Em 1618, os ingleses fizeram uma nova tentativa de comércio, e em 1624, propuseram novamente mudar-se de Surate para Dabul. No início, foram recebidos pelo povo de Dabul com muita honra. Mas surgindo uma briga  los Ingleses pegaram nas suas armas e atearam fogo à cidade. 
As pessoas fugiram, mas incentivadas pelo feitor  Português e alguns outros, voltaram e conduziram os Ingleses para seus navios. Três anos mais tarde (1626), Herbert descreve a cidade com casas baixas, terraço no topo e com nada para se vangloriar, mas com um velho castelo e alguns templos. Dez anos depois (1634), perguntaram se poderiam começar uma fábrica, mas provavelmente por causa da perturbação anterior foram recusados. 
Em 1639, Mandelso descreve as fortificações de Dabul como em ruínas, sem muros ou portões, defendidas nas margens do rio por duas baterias. O comércio principal era do sal e dapimenta. Em vez das frotas utilizadas para comerciar para o Golfo Pérsico e o Mar Vermelho, havia apenas alguns miseráveis barcos a comerciar com Combrun.